# Ludovic Sané
Pour les articles homonymes, voir Sané.
Ludovic Lamine Sané, connu comme Lamine Sané, né le 22 mars 1987 à Villeneuve-sur-Lot, est un footballeur international sénégalais, qui joue au poste de défenseur central. Il est également de nationalité française.

## Biographie

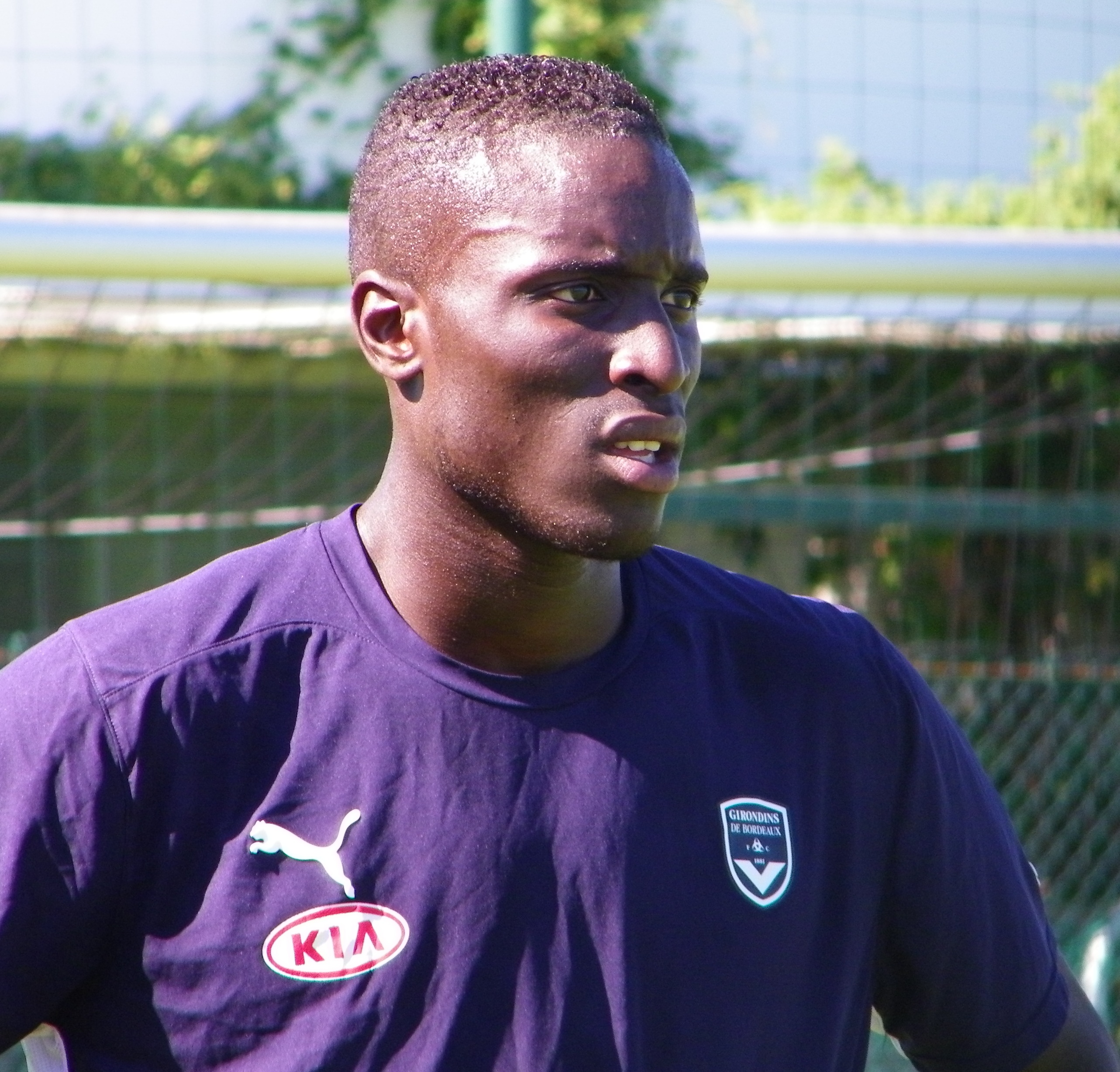
Sané avec Bordeaux.

Ludovic est le plus souvent appelé Lamine, son second prénom.
Il est le frère aîné de Salif Sané, également footballeur professionnel.

### Jeunesse
Lamine débute à Lormont puis continue sa formation au Stade Bordelais, puis à Agde dans l'Hérault. Il revient ensuite à Lormont, puis intègre l'équipe réserve des Girondins de Bordeaux en juin 2008, à l'âge de 21 ans.
Lamine Sané signe un contrat professionnel de 3 ans avec les Girondins en 2009, à l'âge de 22 ans.

### En club

#### Révélation lors de la saison 2009-2010
Il dispute son premier match professionnel le 3 novembre 2009 face au Bayern Munich en Ligue des champions. Le 13 décembre 2009, il est titularisé pour le choc contre l'Olympique lyonnais, en remplacement de Michaël Ciani qui s'est blessé pendant l'échauffement. Il s'agit de son premier match en Ligue 1. Ce soir-là, Bordeaux l'emporte 1-0 et Sané muselle parfaitement l'attaquant adverse, Lisandro López. Après l'Olympique lyonnais, il est de nouveau titularisé, le 20 janvier 2010, contre Grenoble : il remplace alors Marc Planus, suspendu. 
Son contrat est prolongé le 8 janvier 2010 jusqu'en 2015. Il est également employé au poste de milieu défensif, notamment pour suppléer Alou Diarra en huitièmes de finale aller de Ligue des champions face à l'Olympiakos le 23 février 2010. Pour sa première saison au plus haut niveau, il participe à 17 rencontres de championnat et à 6 matches de Ligue des champions. Il inscrit par ailleurs son premier but en Ligue 1 face au Paris SG, le 10 avril 2010 (défaite 3-1).

#### Titulaire régulier 2010-2014
Le 19 décembre 2010, il est, pour la première fois, aligné au côté de son jeune frère Salif lors de la 18e journée de Ligue 1 contre le FC Sochaux. Lamine, lui, s'installe dans le onze bordelais saison après saison : 2010-2011, 33 titularisations en Ligue 1 (2 buts), 2011-2012, 30 titularisations (2 buts), 2012-2013, 33 titularisations (1 but), 2013-2014, 36 titularisations.
Lors de la saison 2012-2013, Lamine s'impose au sein de l'effectif bordelais, au poste de milieu défensif mais surtout à celui de défenseur central avec de bonnes prestations en faisant un titulaire indiscutable et lui permettant de figurer plusieurs fois dans l'équipe type des différentes journées de Ligue 1.

#### Départ au Werder Brême
Le 4 août 2016, Lamine Sané prend la direction de la Bundesliga en rejoignant les rangs du Werder Brême. Il y pallie le départ d'Alejandro Galvez vers Eibar. Installé en défense centrale, son équipe connait des débuts difficiles. Éliminée de Coupe d'Allemagne par une D3 (Sportfreunde Lotte) dès son entrée en lice, elle enchaine par quatre défaites consécutives en championnat, ce qui est fatal à son entraîneur, Viktor Skripnik, limogé. Lors de ces cinq premières rencontres, il est associé à différents partenaires, le Finlandais Niklas Moisander, son compatriote Fallou Diagne ou encore l'Italien Luca Caldirola. Pour la première d'Alexander Nouri à la tête de l'équipe, le 24 septembre 2016, Lamine prend place sur le banc alors que le Werder remporte son premier succès, 2-1, de la saison face à Wolfsburg. La semaine suivante, il est réintégré au onze de départ et inscrit son premier but allemand à Darmstadt (5e journée, 2-2).

#### Nouvelle expérience en MLS
Il poursuit sa carrière en Amérique du Nord lorsqu'il rejoint le Orlando City SC en Major League Soccer le 20 février 2018,.

#### FC Utrecht
Le 8 février 2020, il s'engage pour six mois au FC Utrecht.

### En sélection
Le 10 mai 2010, Lamine Sané est appelé afin d'intégrer la sélection de l'équipe du Sénégal de football pour un match amical contre le Danemark qui aura lieu le 27 mai. Le jour de la rencontre, le défenseur n'est finalement pas sur la feuille de match, et sa sélection s'incline 2-0.
Il joue ensuite régulièrement en sélection nationale.
Il participe avec l'équipe du Sénégal à la Coupe d'Afrique des nations 2012 puis à la Coupe d'Afrique des nations 2015.

## Palmarès
Il remporte la Coupe de France en 2013 en battant l'Évian Thonon Gaillard trois buts à deux.